# 许学强 (空军)
许学强（1962年11月—），男，汉族，湖南益阳人，中国人民解放军空军上将，现任中央军委装备发展部部长。

## 简历
曾任空军航空兵某师师长、空军上海指挥所司令员。2010年获得“全军优秀指挥军官”称号。2013年，晋升空军少将军衔。2014年任南京军区空军参谋长。2016年任东部战区空军参谋长。2017年8月升任北部战区空军司令员、战区副司令员。2019年6月，晋升中将军衔。2021年8月，任中国人民解放军国防大学校长，9月晋升上将军衔。2022年10月，中共二十大之后，许学强出任中央军委装备发展部部长。